# Communauté d'agglomération Val d'Yerres Val de Seine
La communauté d’agglomération Val d'Yerres Val de Seine est une structure intercommunale française située dans le département de l’Essonne et la région Île-de-France.
Elle est créée le 1er janvier 2016 par la fusion des communautés d'agglomération Sénart Val de Seine et du Val d'Yerres.

## Historique
Dans le cadre de la mise en œuvre de la loi MAPTAM du 27 janvier 2014, qui prévoit la généralisation de l'intercommunalité à l'ensemble des communes et la création d'intercommunalités de taille importante, le préfet de la région d'Île-de-France approuve le 4 mars 2015 un schéma régional de coopération intercommunale qui prévoit notamment la « fusion de la communauté d'agglomération Sénart Val de Seine, de la Communauté d'agglomération du Val d'Yerres et extension du nouveau regroupement à la commune de Varennes-Jarcy », jusqu'alors membre de la Communauté de communes du Plateau briard. Celle-ci, après une consultation de ses habitants qui s'est tenue en avril 2015, intègre néanmoins la communauté de communes de l'Orée de la Brie le 1er janvier 2016, de manière à ne pas être concernée par la Métropole du Grand Paris.
Les communes de Sénart Val de Seine s'opposent à la création, et le maire de Draveil, Georges Tron, organise un référendum dans sa ville, qui aboutit à un rejet de la fusion par 98,3 %, mais avec une participation limitée à 23 % des électeurs,.
La création de la nouvelle communauté d'agglomération est néanmoins créée par arrêté préfectoral du 14 décembre 2015 « portant création d’un établissement public de coopération intercommunale issu de la fusion des communautés d’agglomération Sénart Val de Seine et Val d’Yerres », qui prend effet le 1er janvier 2016.
Celle-ci est contestée par la commune de Draveil, qui pose une question prioritaire de constitutionnalité (QPC), estimant que la création du conseil communautaire de la nouvelle intercommunalité sans nouvelles élections porterait « atteinte au droit de suffrage selon une périodicité raisonnable » et à l'égalité des citoyens. Ce recours est rejeté le 29 décembre 2015 par le juge des référés du tribunal administratif de Versailles, puis par le Conseil d’État le 10 février 2016, ouvrant ainsi la voie à l'élection des membres du conseil communautaire et la mise en place de l'exécutif de la communauté d'agglomération. La crise se poursuit en 2016, sur un fond de polémique concernant la convergence des taux d'imposition entre les communes des deux anciennes intercommunalités, certains alléguant qu'elle est destinée à faire payer au Val de Seine les dettes du Val d’Yerres...

## Territoire communautaire

### Géographie
Le territoire de la communauté d'agglomération Val d'Yerres Val de Seine se distingue notamment par son patrimoine géographique et culturel grâce à sa forêt de Sénart et ses lieux emblématiques comme la Propriété Caillebotte à Yerres qui reste depuis plusieurs années (2018) le site touristique le plus visité de l'Essonne avec la base de loisirs du Port-aux-Cerises de Draveil.

### Composition
La communauté d'agglomération est composée des neuf communes suivantes :

| Nom                  | Code Insee | Gentilé       | Superficie (km2) | Population (dernière pop. légale) | Densité (hab./km2) |
| -------------------- | ---------- | ------------- | ---------------- | --------------------------------- | ------------------ |
| Brunoy (siège)       | 91114      | Brénadiens    | 6,62             | 25 792 (2022)                     | 3 896              |
| Boussy-Saint-Antoine | 91097      | Buxaciens     | 2,9              | 7 986 (2022)                      | 2 754              |
| Crosne               | 91191      | Crosnois      | 2,48             | 9 606 (2022)                      | 3 873              |
| Draveil              | 91201      | Draveillois   | 15,75            | 29 824 (2022)                     | 1 894              |
| Épinay-sous-Sénart   | 91215      | Spinoliens    | 3,58             | 11 783 (2022)                     | 3 291              |
| Montgeron            | 91421      | Montgeronnais | 11,22            | 23 890 (2022)                     | 2 129              |
| Quincy-sous-Sénart   | 91514      | Quincéens     | 5,2              | 9 491 (2022)                      | 1 825              |
| Vigneux-sur-Seine    | 91657      | Vigneusiens   | 8,77             | 31 233 (2022)                     | 3 561              |
| Yerres               | 91691      | Yerrois       | 9,84             | 28 349 (2022)                     | 2 881              |

### Démographie
| 1968    | 1975    | 1982    | 1990    | 1999    | 2010    | 2015    | 2021    |
| ------- | ------- | ------- | ------- | ------- | ------- | ------- | ------- |
| 118 233 | 158 447 | 157 844 | 160 694 | 161 451 | 168 783 | 176 252 | 177 003 |

## Organisation

### Siège
Le siège de la communauté d'agglomération est à Brunoy, 78 route nationale 6 et possède également une antenne à Draveil située au 6 boulevard Henri Barbusse à Draveil.

### Élus
La communauté d'agglomération est administrée par son conseil communautaire composé pour la mandature 2020-2026 de 56 conseillers municipaux représentant chacune des  communes membres et répartis en fonction de leur population de la manière suivante :

- 10 délégués pour Vigneux-sur-Seine ; 

-  9 délégués pour Draveil et Yerres ;

-  8 délégués pour Brunoy et Montgeron ; 

-  4 délégués pour Épinay-sous-Sénart ;

-  3 délégués pour  Crosne et Quincy-sous-Sénart ;

-  2 délégués pour Boussy-Saint-Antoine.

Au terme des élections municipales de 2020 dans l'Essonne, le conseil communautaire du 5 juillet 2020  a élu son président,  François Durovray, ainsi que treize vice-présidents, qui, en 2024, sont : 
1. Olivier Clodong, maire de Yerres, conseiller départemental, chargé des travaux ;
2. Richard Privat, maire de Draveil, chargé de l’administration générale ;
3. Thomas Chazal, maire de Vigneux-sur-Seine, chargé de la cohésion sociale et de la politique de la ville ;
4. Bruno Gallier, maire de Brunoy, chargé du développement économique et des usages numériques ;
5. Christine Garnier, maire de Quincy-sous-Sénart, chargée de la rénovation urbaine, de l’habitat et de la santé ;
6. Romain Colas, maire de Boussy-Saint-Antoine, chargé du développement durable et des finances ;
7. Sylvie Carillon, maire  de Montgeron, conseillère régionale, chargée de la transition énergétique ;
8. Damien Allouch, maire d’Épinay-sous-Sénart, conseiller départemental, chargé du sport, de la jeunesse, du monde associatif et de la démocratie locale ;
9. Michaël Damiati, maire de Crosne, chargé de la culture ;
10. Faten Benahmed, conseillère déléguée de Vigneux-sur-Seine, chargée de l’emploi, de la formation et de l’insertion professionnelle ;
11. Valérie Ragot, maire-adjointe de Brunoy, chargée des mobilités ;
12. Nicole Lamoth, maire-adjointe de Yerres, chargée du tourisme ;
13. Faten Hidri, conseillère municipale déléguée de Draveil, conseillère régionale, chargée de l’aménagement du territoire et à la contractualisation financière

Le bureau communautaire est constitué pour la mandature 2020-2026 du président, des 13 vice-présidents et de quatre conseillers communautaires délégués.

### Liste des présidents
| Période      | Période                        | Identité              | Étiquette           | Qualité |
| ------------ | ------------------------------ | --------------------- | ------------------- | --- |
| mars 2016    | juillet 2017                   | Nicolas Dupont-Aignan | DLF                 | Administrateur civil Maire d'Yerres (1995 → 2017) Député de l'Essonne (8e circ.) (1997 →) Président de l'ex-CA du Val d'Yerres (2002 → 2015) Démissionnaire à la suite de sa réélection comme député                                                               |
| juillet 2017 | En cours (au 19 décembre 2024) | François Durovray     | LR puis DVD puis LR | Cadre territorial Conseiller départemental de Vigneux (2015 →) Président du Conseil départemental de l'Essonne (2015 →) Président de l'ex-CA Sénart Val de Seine (2014 → 2015) Ministre délégué chargé des Transports (2024 → 2024) Réélu pour le mandat 2020-2026 |

### Compétences
La communauté d'agglomération exerce les compétences qui lui ont été transférées par les communes membres, dans les conditions déterminées par le code général des collectivités territoriales. Aux termes de l'arrêté préfectoral du 13 mars 2024, il s'agit de :
- Développement économique, dont les zones d'activité, la politique locale du commerce et la promotion du tourisme ;
- Aménagement de l'espace communautaire : schéma de cohérence territoriale (SCoT), zones d(aménagement concerté (ZAC) d'intérêt communautaire, organisation de la mobilité ;
- Équilibre social de l'habitat : programme local de l'habitat (PLH), politique du logement d'intérêt communautaire, actions en faveur du logement social, réserves foncières pour la mise en œuvre de ces champs de compétence, logement eds personnes défavorisées, amélioration du parc immobilier bâti ;
- Politique de la ville (diagnostic de territoire, orientations du contrat de ville, dispositifs contractuels en la matière et programmes d'actions) ;
- Gestion des milieux aquatiques et prévention des inondations (GEMAPI) ;
- Aires d'accueil pour les gens du voyage ;
- Collecte et traitement des déchets des ménages et déchets assimilés, eau, assainissement des eaux usées, gestion des eaux pluviales urbaines ;
- Équipements culturels et sportifs d'intérêt communautaire ;
- Protection et mise en valeur de l'environnement et du cadre de vie lutte contre la pollution de l'air, lutte contre les nuisances sonores, soutien aux actions de maîtrise de la demande d'énergie, soutien financier aux associations locales de défense de l'environnement et du cadre de vie, études nécessaires au déploiement des énergies renouvelables sur son territoire (géothermie, solaire, hydrogène, etc.) et à la préfiguration des outils, modes et structures de gestion ;
- Réseaux de chaleur sur les territoires des communes de Crosne, Draveil, Montgeron et Vigneux sur Seine.

La communauté d'agglomération a transféré l'exercice de certaines de ses compétences à plusieurs syndicats mixtes, qui sont, en 2024 : 
- SyAGE ;
- Eau du Sud Francilien ;
- Syndicat mixte de la vallée de l'Yerres et des Sénarts ;
- SIREDOM - Agence Sud Francilienne pour l'énergie, les déchets et l'environnement.

### Régime fiscal et budget
L'intercommunalité est un établissement public de coopération intercommunale à fiscalité propre, qui perçoit comme toutes les communautés d'agglomération, la fiscalité professionnelle unique (FPU) afin de financer l'exercice de ses compétences.
Celle-ci – qui a succédé à la taxe professionnelle unique (TPU) – assure une péréquation de ressources entre les communes résidentielles et celles dotées de zones d'activité.
La communauté de communes ne reverse pas de dotation de solidarité communautaire (DSC) à ses communes membres.
En 2024, l'intercommunalité a reçu de l’État une dotation globale de fonctionnement de 10 375 752 €, soit 57,70 €/habutant.

### Effectifs
En 2018, pour mettre en œuvre ses compétences, l'intercommunalité emploie 486 agents, soit 146 contractuels et 340 fonctionnaires titulaires.

### Identité visuelle

Ancien logo.
Logo actuel.

## Projets et réalisations
Conformément aux dispositions légales, une communauté d'agglomération a pour objet d'associer « au sein d'un espace de solidarité, en vue d'élaborer et conduire ensemble un projet commun de développement urbain et d'aménagement de leur territoire ».

## Pour approfondir